# 大森双葉幼稚園
大森双葉幼稚園（おおもりふたばようちえん）は、東京都大田区中央二丁目にある私立幼稚園。

## 交通
- 京浜東北線大森駅から東急バス大田文化の森（旧・大田区役所）を下車してすぐ

## 沿革
- 1968年 - 大森双葉幼稚園として開園。

## 教育目標
- 健康なからだの子
- 思いやりがあり心豊かな子
- 友達と協調性をもつ子
- 意欲的に行動でき最後までやりぬく子

## その他
最上階には25m温水プールがあり、スイミングスクールとして運営している（1983年～）。